# Christoph Hartmann
Christoph Hartmann (Baltimora, 5 luglio 1959) è un autore di videogiochi, sceneggiatore, imprenditore, regista, animatore e produttore statunitense famoso per essere il creatore originale di Mafia 2.
Christoph Hartmann nasce a Baltimora il 5 luglio 1959 nel 2002 inizia a lavorare come imprenditore nell'azienda di videogiochi 2K Games dove ne diventa il direttore generale dal 2006 al 2008. È famoso per aver diretto, scritto e prodotto nel 2010 il videogioco Mafia 2.
Nel 2010 alla rappresentazione del videogioco Mafia 2 Hartmann annunciò che forse avrebbe prodotto un sequel di Mafia 2 intitolato Mafia 3.

## Curiosità
- È alto 1.89 m
- È sposato dal 1992 e ha tre figlie gemelle nate nel 1998.
- Possiede un patrimonio netto di 2,3 milioni di dollari, cifra raggiunta solo nel 2012.

## Videogiochi
| Titolo  | Data pubblicazione | Piattaforma                             |
| ------- | ------------------ | --------------------------------------- |
| Mafia 2 | autunno 2010       | Windows, PlayStation 3, Xbox 360, macOS |